# Randwick, New South Wales
Randwick este o suburbie în Sydney, Australia.